# Світова серія боксу

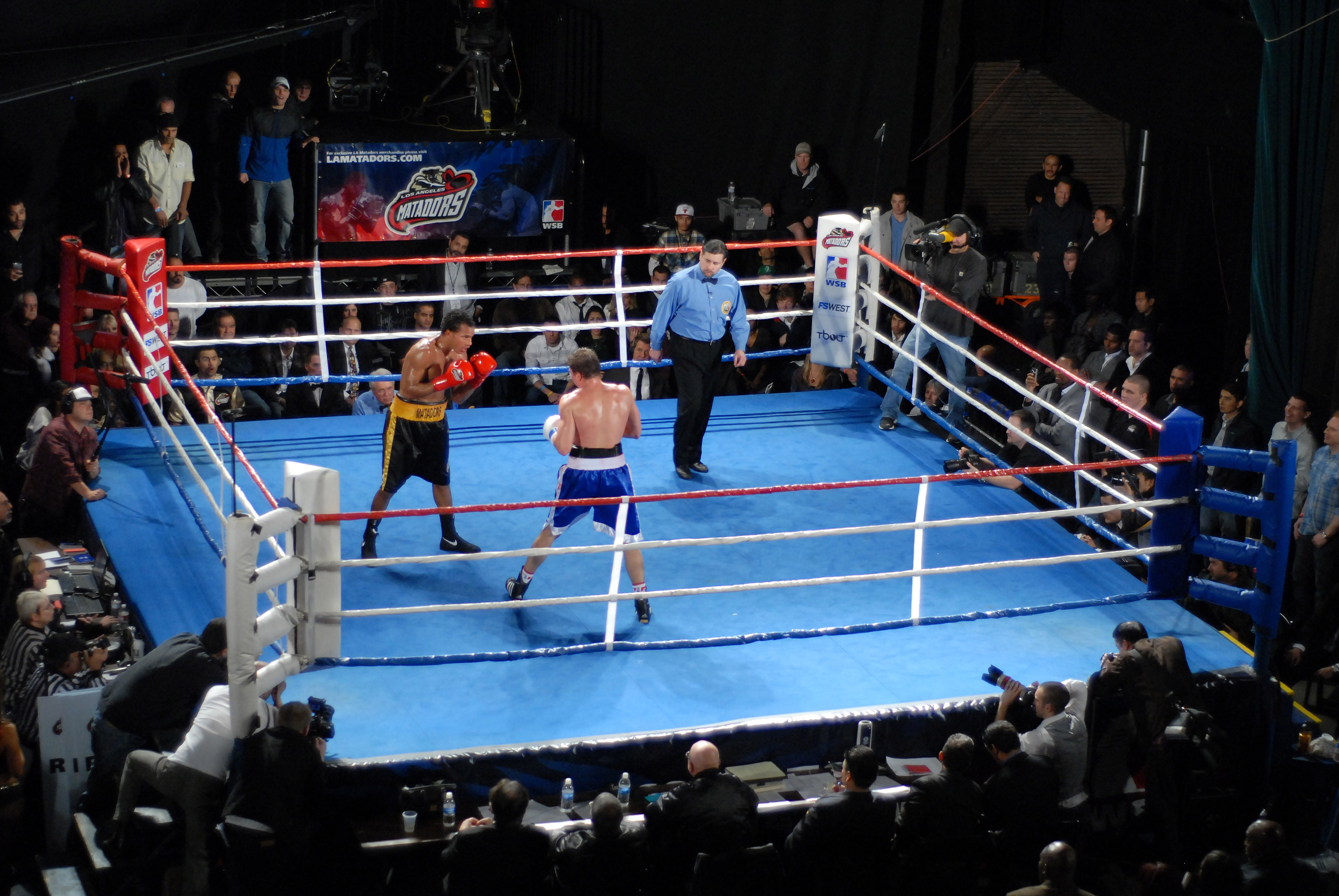
Світова серія боксу

Світова серія боксу (англ. World Series of Boxing, скор. WSB) — напівпрофесійна ліга боксу, міжнародна боксерська асоціація під егідою Міжнародної асоціації боксу для боксерів-любителів.
На відміну від традиційного аматорського боксу, учасники повинні брати участь у поєдинках з голим торсом і без захисних шоломів — як в професійному боксі, також дозволено заробляти гроші, але боксери зберігають право виступати на Олімпійських іграх.
Як в професійному боксі, кожен бій вирішується системою нарахування балів трьох суддів або, в деяких випадках, нокаутом, технічним нокаутом або відмовою.
У WSB існує 5 вагових категорій: найлегша (до 54 кг), легка (до 61 кг), середня (до 73 кг), напівважка (до 85 кг), важка (понад 91 кг). Бій складається з п'яти раундів по три хвилини.
З осені 2012 року участь в Серії бере команда з України — «Українські отамани».